# Mencía (uva)

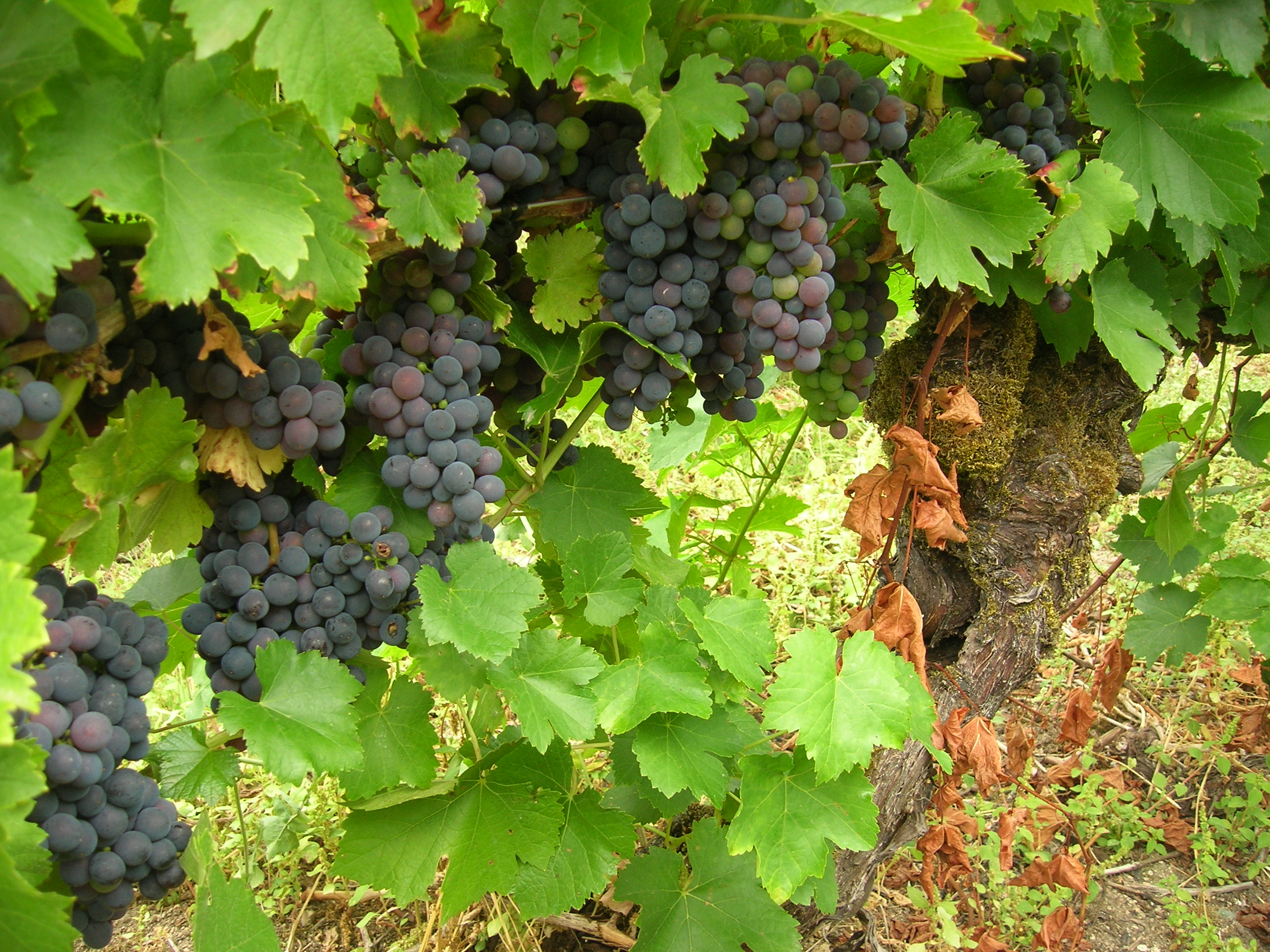
Imagen de racimos de uva Mencía en un grado avanzado de maduración, en una explotación de la D.O. Ribeira Sacra, en el municipio de Sober.

Mencía es el nombre de una variedad o casta de uva tinta introducida y cultivada principalmente en el noroeste de la península ibérica desde la época de la Antigua Roma. Tras recuperarse del desastre de la epidemia de filoxera de finales del siglo XIX y que causó una grave crisis económica en sus áreas tradicionales de cultivo, se emplea para la elaboración de vinos aromáticos y afrutados, de intenso color, y con posibilidades de crianza. Se consideró durante un tiempo que era un clon adaptado de la uva Cabernet Franc, hecho este que ha quedado descartado según recientes estudios genéticos.

## Descripción
La variedad produce racimos pequeños y compactos, con bayas de tamaño medio en forma elipsoidal, regular en su sección transversal, de piel gruesa. 
Los zumos o mostos son rojo granate y de sabor neutro, con un elevado contenido en azúcares pero de baja acidez, especialmente en los resultantes de frutos de mayor maduración. Tiene mucho color, un fruto que fácilmente deriva en notas cocidas, y una baja acidez; sin embargo el recuerdo que deja es de inmensa gracilidad, de paso noble y elegante, de final fresco y apetitoso. 
Los tintos elaborados con uva mencía, destacan por su capacidad de envejecimiento, con un paladar aterciopelado característico, sin descuidar las óptimas condiciones de esta variedad en la elaboración de tintos jóvenes. Los vinos de Mencía tienden a mostrar caracteres terrosos y vegetales con matices de bayas y mineralidad pétrea. 
Los rosados son aromáticos y afrutados, vivos, ligeros y suaves.

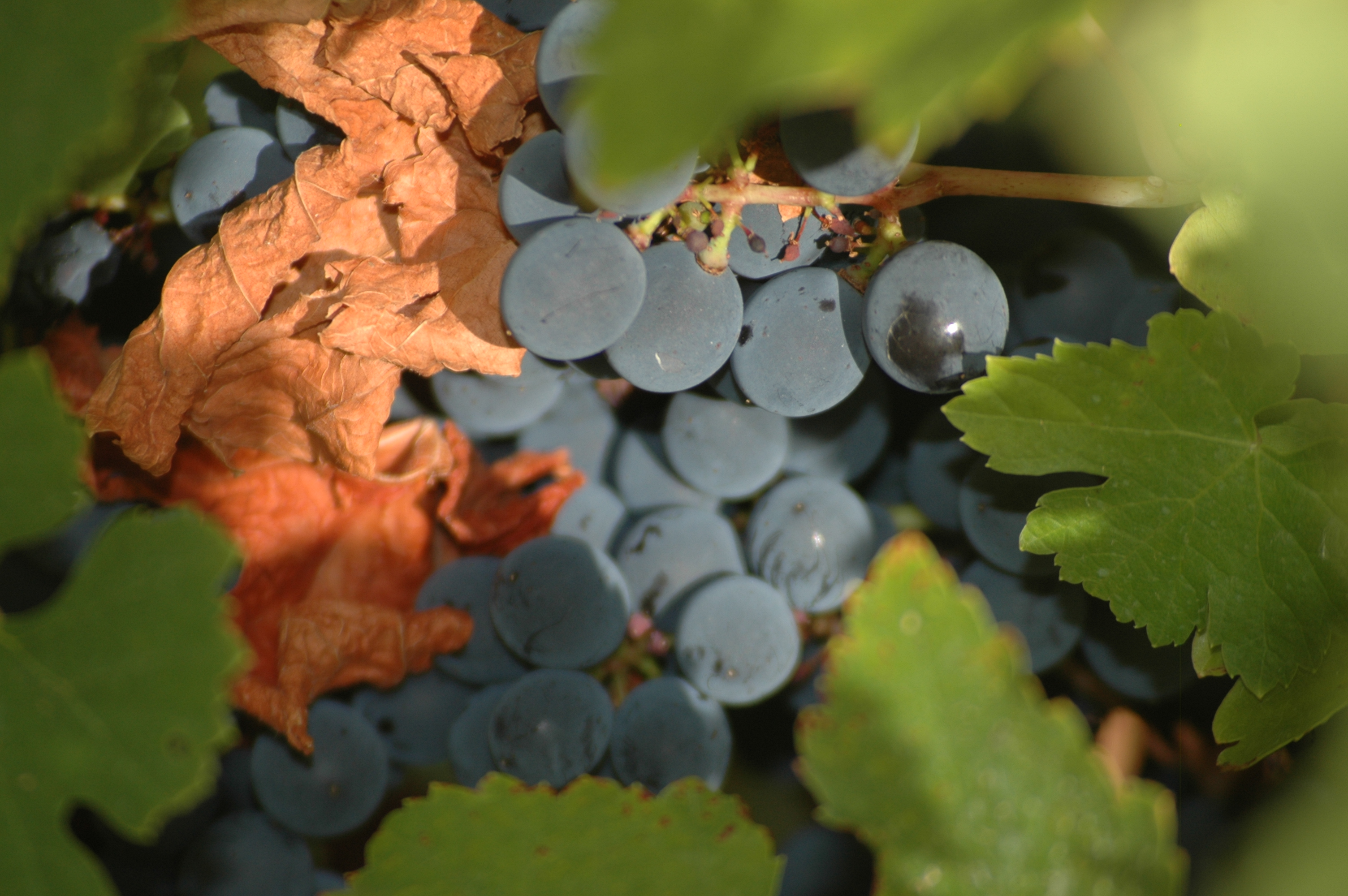
Uva Mencía en época de vendimia en El Bierzo.

## Áreas de cultivo
Según la Orden APA/1819/2007, por la que se actualiza el anexo V, clasificación de las variedades de vid, del Real Decreto 1472/2000, de 4 de agosto, por el que se regula el potencial de producción vitícola, mencía se considera variedad recomendada para las Comunidades autónomas de Asturias, Castilla y León y Galicia, estando recomendada en Cantabria y Castilla-La Mancha.
Su distribución se localiza principalmente en El Bierzo así como en áreas del sureste de Galicia, donde se centra en las denominaciones de origen de Ribeira Sacra, Valdeorras y Monterrey. En los terrenos de Ribeira Sacra es cultivada en bancada, muchas de ellas establecidas durante la época romana. En Asturias se encuentran en notable proporción en los viñedos de la zona de Cangas del Narcea. También hay un pequeño foco de viñas de esta variedad en el Valle de Liébana (Cantabria), cerca de Potes.
También se cultiva en parcelas del norte de Portugal. Mencía (Jaén do Dão) probablemente se originó en Portugal, ya que fue el resultado de un cruce entre Alfrocheiro y Patorra, dos cultivares de uva roja portuguesa de las regiones de Dão y Douro, respectivamente (Cunha et al., 2015).

## Orígenes e Historia de la Variedad
La variedad de uva Mencía es una uva tinta cuya mayor implantación y cultivo se establece al noreste de la península ibérica y que en el siglo XX ha alcanzado mayor popularidad en el Bierzo, considerándose éste el Reino de la Mencía. La historia de la mencía señala que pudo ser una de las primeras cepas introducidas en la Península de mano de los Romanos. Hay también quienes la vinculan con Francia, asegurando que los peregrinos del Camino de Santiago la introdujeron basándose en el gran parecido con la variedad Cabernet Franc. Pero según recientes análisis del ADN de la Mencía, es esta es una variedad en sí misma, autóctona de la península o bien introducida por los antiguos romanos.
Un reciente estudio, publicado por la Estación de Viticultura e Enoloxía de Galicia (Evega), analiza sus vínculos con vides de gran arraigo en Portugal.
Según detalla el estudio, incluido en la colección de monográficos de Evega, la mencía se engloba en el grupo genético característico del oriente gallego e ten como parentes xenéticos as variedades albarín tinto e patorra. El albarín tinto se cultiva en España bajo también bajo los nombres de albarín negro, baboso negro, bruñal, caíño gordo, bastardo gordo o tinto serodio. Pero aunque existan similitudes genéticas, no podemos considerarlas a todas como la misma variedad, se trata pues de un cercano parentesco, hecho que parece lógico por razones geográficas.
El albarín tinto fue cultivado tradicionalmente en Portugal, donde se le denomina también afroxeiro, tinta franciscana de Viseu, tinta bastardeira y tinta bastardinha do Douro. La patorra, por su parte, se cita como plantada en 1865 en Alijó, en la región del Douro. Estos parentescos hacen pensar, según señala el estudio publicado por Evega, que el origen de la variedad mencía podría estar en Portugal. De hecho todavía está presente en el norte de este país bajo el nombre de Jaén do Dão. Así surge la teoría que dice que ha surgido a partir de un cruce entre alfrocheiro y patorra en las regiones de Douro y Dão.
Pese al carácter incierto de la introducción de esta uva en Galicia, resulta indiscutible su expansión desde comienzos del siglo XIX y a raíz de la forzada reconversión en los viñedos que trajo consigo la llegada del oídio y la posterior plaga de la filoxera.
Sobre si la mencía es autóctona sigue existiendo controversia. Los especialistas en viticultura prefieren hablar ahora de variedades de cultivo ancestral, porque en realidad todas las vides, hasta las más antiguas, tienen algo de «foráneo». O fueron importadas en algún momento más o menos lejano de la historia o forjaron su carácter a través de sucesivas hibridaciones. En general, según la mayoría de los autores, el origen de las Vitis viníferas más arraigadas en España son probablemente el cruce de vides silvestres con esquejes de procedencia mediterránea traídos por las legiones romanas.

## Características de la Planta y Uva

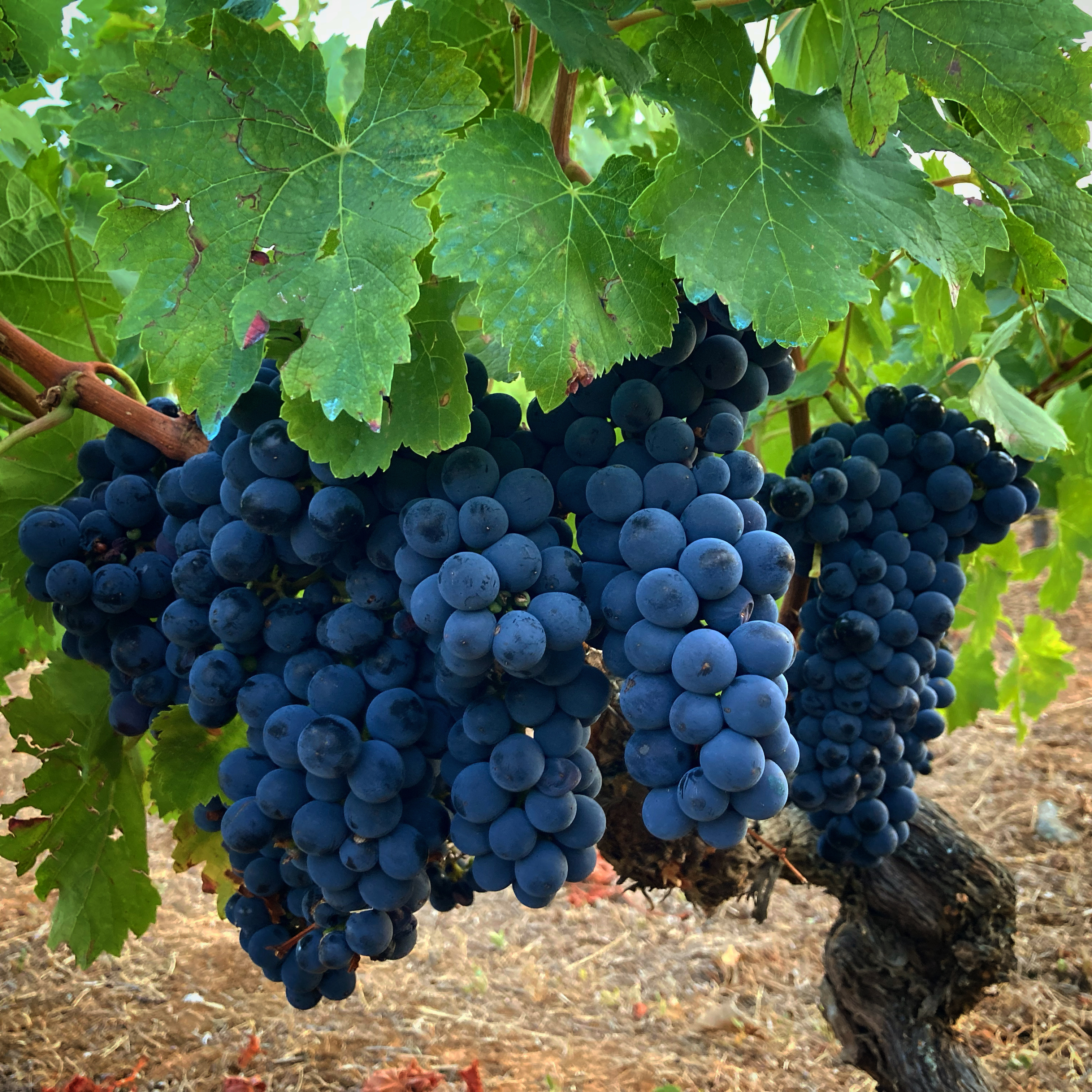
Racimos de Mencía en El Bierzo

El racimo es de tamaño pequeño, y medio compacto. Las bayas de tamaño medio, uniformes y color azul-negro. La pigmentación de la pulpa no está coloreada. Agronómicamente es una variedad de brotación temprana y de ciclo corto, por lo que madura con facilidad y es sensible a heladas tardías. Es una variedad de fertilidad y productividad media dependiendo de la poda a la que se someta. Su porte es semierguido y es sensible al mildiu, oídio, Botrytis y excoriosis.
La Mencía es bastante exigente en el viñedo, lo que la convierte en un reto para los cultivadores y bodegueros, puede perder rápidamente su acidez característica si no se vendimia con prontitud. El alto grado alcohólico y la moderada acidez de la Mencía deben controlarse para mantener el equilibrio del vino. El roble debe utilizarse con moderación, ya que puede sobrecargar el delicado perfil de sabor de la Mencía. Algunos productores están experimentando con la maceración carbónica para acentuar las características frutales de la variedad y reducir los taninos.
Claves de clasificación para identificar la variedad Mencía en Bierzo a observar entre cuajado y envero:
- Hojas sin pelos, ni en el haz ni en el envés.
- Sumidad también casi glabra, color verde.
- Pámpano verde.
- Seno peciolar en V, con lóbulos ligeramente superpuestos.
- Racimo mediano, compacto, de bayas azul-negras.